# The Residence
The Residence è una serie televisiva drammatica americana creata da Paul William Davies per Netflix

## Trama
Un'eccentrica e geniale investigatrice deve risolvere un omicidio alla Casa Bianca, dove tutto il personale e gli invitati alla cena di Stato sono sospettati.

## Episodi
| Stagioni       | Episodi | Prima TV USA  | Pubblicazione Italia |
| -------------- | ------- | ------------- | -------------------- |
| Prima stagione | 8       | 20 marzo 2025 | 2025                 |

## Distribuzione
Questa serie televisiva è stata pubblicata in prima visione su Netflix il 20 marzo 2025. Il 3 luglio 2025 la serie viene cancellata per bassi ascolti.

## Accoglienza

### Critica
Il sito web aggregatore di recensioni Rotten Tomatoes ha riportato un indice di gradimento dell'82% con una valutazione media di 6,7/10, basata su 39 recensioni.